# Encyclopædia Britannica Eleventh Edition

Encyclopædia Britannica, the eleventh edition

L'undicesima edizione dell'Encyclopædia Britannica (anni 1910–1911) segnò l'inizio della transizione dell'Enciclopedia Britannica da pubblicazione "inglese" ad "americana". Consta di 29 volumi; molte delle sue voci furono scritte dai migliori studiosi di lingua inglese dell'epoca. Storicamente, è un caposaldo dell'evoluzione della Britannica, avendone costituito l'ossatura fino agli anni 1970. Molte singole voci sono ancora pregne di interesse per gli studiosi, in quanto reperti culturali del XIX secolo e del primo Novecento. Questa edizione è oggi nel pubblico dominio, ma una parte del suo contenuto anacronistico rende il suo uso una fonte problematica per la moderna produzione culturale.

## Retroterra culturale
L'undicesima edizione del 1911 venne creata sotto la guida dell'editore statunitense Horace Everett Hooper, e — per l'aspetto più propriamente redazionale — di Hugh Chisholm. In origine, Hooper acquistò i diritti della nona edizione in 25 volumi e persuase il quotidiano inglese The Times a diffonderne la ristampa, con undici volumi in più (35 volumi totali) come decima edizione, che apparve nel 1902. Il sodalizio Hooper-The Times si sciolse nel 1909, e Hooper trattò con la Cambridge University Press la pubblicazione dell'undicesima edizione in 29 volumi. Ancorché generalmente percepita come opera ancora squisitamente British, l'undicesima edizione aveva già influenze americane sostanziali, non solo per l'accresciuta quantità di contenuti statunitensi e canadesi, ma anche negli sforzi prodigati per conferirle un tono più popolare. I metodi USA di marketing favorirono, tra l'altro, le vendite. Qualcosa come l'11% degli autori di "contributi" era composto di americani, e fu istituito un ufficio a New York per garantire il funzionamento dell'impresa oltreoceano.
Le iniziali dei "contributori" dell'enciclopedia figuravano alla fine di ciascuna voce (alla fine di una sezione nel caso delle voci più lunghe, come quello sulla Cina, ad esempio) ed ogni volume conteneva una legenda per interpretare correttamente tali iniziali. Si trattava spesso degli studiosi più acclamati dell'epoca, tra cui rammenteremo Edmund Gosse, John Bagnell Bury, Algernon Swinburne, John Muir, Pëtr Alekseevič Kropotkin, Thomas Henry Huxley e William Michael Rossetti. Altri contributori — oscuri a quel tempo — avrebbero successivamente meritato una grande fama, come nel caso di Ernest Rutherford e Bertrand Russell. Molte voci furono riportate dalla nona edizione, alcune con minimi aggiornamenti, alcune (di lunghezza paragonabile a quella standard di un libro) suddivise in parti più brevi per facilitarne la consultazione, mentre altre furono intensamente condensate. Gli autori più celebri per lo più contribuivano con una sola voce, o addirittura con una porzione di voce. La maggior parte del lavoro fu svolto da una squadra composta da giornalisti, esponenti del British Museum ed altri studiosi. L'edizione 1911 per la prima volta registrò un numero rilevante di contributrici: trentaquattro donne redassero voci per tale pubblicazione.

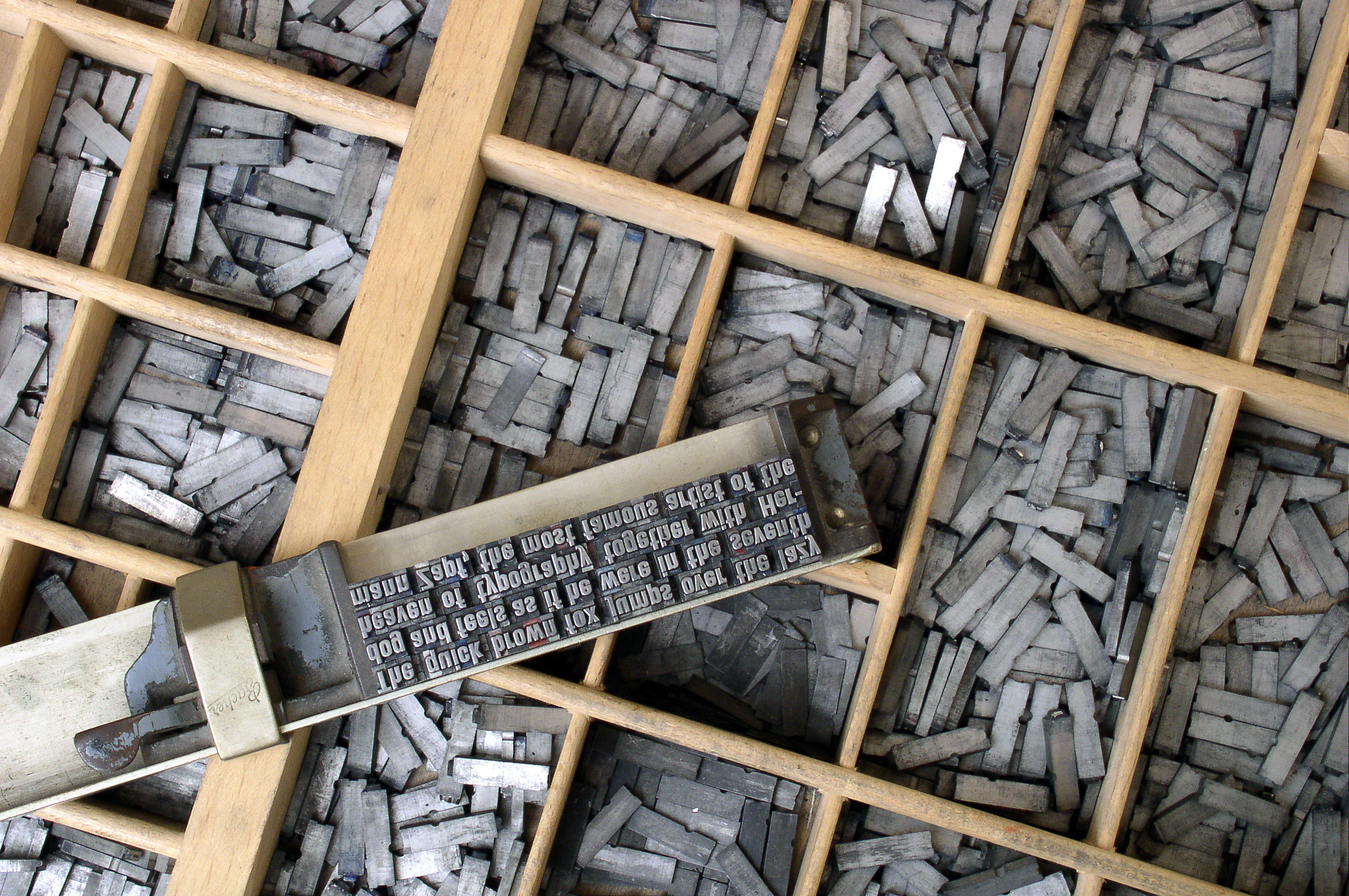
Stampa a caratteri mobili mediante telai tipografici

L'undicesima edizione introdusse svariati cambiamenti al formato della Britannica. Fu la prima edizione che venne pubblicata completa (in precedenza, era invalsa la prassi di diffondere i singoli volumi a mano a mano che erano pronti, pertanto si trattava di una diffusione in progress). La stampa era prodotta con il metodo a galleys, e soggetta a continui aggiornamenti durante la pubblicazione. Fu la prima edizione ad uscire con un esauriente volume di indici, comprendente pure un indice analitico (che raggruppava, cioè, argomenti per affinità logica). Fu altresì la prima a trasgredire la convenzione delle voci lunghe quanto corposi trattati; benché le dimensioni dell'opera fossero rimaste invariate rispetto all'edizione precedente, nell'undicesima il numero di voci passò infatti da 17 000 a 40 000. Se ciò non bastasse, fu la prima edizione della Britannica contenente biografie di contemporanei viventi.
Secondo Coleman e Simmons (pag. 32) il contenuto dell'enciclopedia aveva la seguente organizzazione/composizione quantitativa:
| Materia                  | Contenuto (quota) |
| ------------------------ | ----------------- |
| Geografia                | 29%               |
| Scienza pura e applicata | 17%               |
| Storia                   | 17%               |
| Letteratura              | 11%               |
| Belle arti               | 9%                |
| Scienze sociali          | 7%                |
| Psicologia               | 1,7%              |
| Filosofia                | 0,8%              |

Hooper vendette i diritti a Sears Roebuck di Chicago nel 1920, completando per la Britannica la conversione ad impresa sostanzialmente USA.

### Séguiti
Nel 1922 fu pubblicata un'appendice in tre volumi, che integrava gli eventi occorsi negli 11 anni trascorsi dall'edizione maggiore, compresa, ovviamente, la prima guerra mondiale. Questi tomi, assieme ad una ristampa dell'undicesima edizione, costituirono la dodicesima edizione dell'opera. Una simile tredicesima edizione, di tre volumi più ristampa della dodicesima, vide la luce nel 1926, sicché la dodicesima e tredicesima edizione erano ovviamente "parenti strette" dell'undicesima, condividendone buona parte del contenuto. Tuttavia, divenne sempre più evidente che l'enciclopedia aveva bisogno di un aggiornamento più deciso. La quattordicesima edizione, apparsa nel 1929, presentava una significativa revisione del testo, di cui ampie porzioni furono soppresse o abbreviate per lasciare spazio a nuovi argomenti; ciò nonostante, la Eleventh Edition continuò ad essere il nucleo portante di ogni successiva versione della Britannica fino alla quindicesima — effettivamente riforgiata in modo radicalmente nuovo, con presentazione di informazioni moderne — che sarà diffusa nel 1974.

### Rilievo attuale
L'undicesima edizione è ancora importante e significativa per i lettori e gli studiosi d'oggi, soprattutto come reperto culturale del tempo di compilazione: l'Impero britannico era al suo apogeo, l'imperialismo non temeva avversari, gran parte del mondo era soggetto a qualche monarchia, e gli orrori delle guerre mondiali erano ancora di là da venire. Essa cela inestimabili perle di conoscenza, sotto forma di temi depennati dalle enciclopedie più recenti, specie in fatto di biografie, ed in fatto di storia della scienza e della tecnologia. Riguardata come testo letterario, l'undicesima edizione mantiene inalterato il suo rango di esempio di prosa novecentesca. È il caso soprattutto degli espedienti retorici, quali la fallacia patetica, piuttosto rari negli scritti odierni.

## Commenti di spicco sullaEleventh Edition

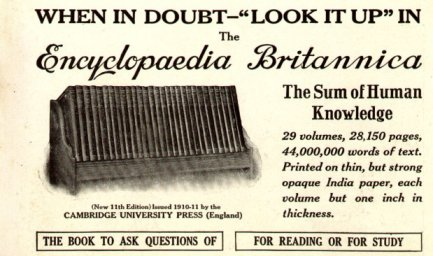
«Quando hai un dubbio, risolvilo sull'Encyclopædia Britannica — La summa dell'umana conoscenza» (Una pubblicità del 1913.)

Nel 1917, sotto lo pseudonimo di "S. S. Van Dine", lo scrittore e critico statunitense Willard Huntington Wright pubblicò Misinforming a Nation, una stroncatura da oltre 200 pagine della Britannica, accusata di essere "caratterizzata da inesattezze, omissioni inescusabili, rabbiosi e sciovinistici pregiudizi, animosità personali, plateali errori di fatto, ignoranza su nozioni elementari, gretta trascuratezza della cultura 'non-britannica', uno sbalorditivo egotismo, ed un palese disprezzo verso il progresso americano."
Amos Urban Shirk, che negli anni 1930 lesse per intero l'undicesima e la quattordicesima edizione, disse che quest'ultima era "un grande miglioramento" rispetto all'undicesima, aggiungendo che "la maggior parte del materiale era stato completamente riscritto".
Robert Collison, in Encyclopaedias: Their History Throughout The Ages (1966), scrisse dell'undicesima edizione che "era probabilmente la migliore edizione della Britannica mai edita, e si colloca — assieme alla Treccani ed alla Enciclopedia universal ilustrada europeo-americana — fra le tre più grandi enciclopedie del mondo. Fu l'ultima edizione prodotta quasi per intero in Gran Bretagna, e la sua posizione nella storia quale compendio della conoscenza universale alla vigilia della Prima guerra mondiale ha un valore peculiare."
Sir Kenneth Clark, in Another Part of the Wood (1974), scrisse della undicesima edizione: "Si salta da un argomento ad un altro, affascinati tanto dal gioco della mente e dalle idiosincrasie dei loro autori, quanto dai dati di fatto e dalle date. Dev'essere l'ultima enciclopedia nella tradizione di Diderot che assume che l'informazione può essere ritenuta nella memoria solo quando sia lievemente venata di pregiudizio. Quando Thomas Stearns Eliot scrisse 'L'anima si siede alla finestra leggendo l'Encyclopædia Britannica, aveva di certo in mente l'undicesima edizione."

## LaBritannica "1911"nel XXI secolo
L'edizione 1911 non è più protetta da copyright, ed è disponibile in varie forme più moderne. Benché possa essere stata una descrizione attendibile del "sentire comune" della sua epoca, per i lettori moderni tuttavia l'Enciclopedia ha vistosi errori, commenti etnocentrici, ed altri difetti:
- Le opinioni del tempo su razza ed etnicità spesso prevalevano nelle voci dell'Enciclopedia, a scapito dell'esattezza. Per esempio, nella definizione di "negro", si enuncia: "Mentalmente il negro è inferiore al bianco… l'arresto o anche il deterioramento dello sviluppo mentale [dopo l'adolescenza] è senz'altro in moltissimi casi dovuto al fatto che dopo la pubertà gli affari di sesso prendono la preminenza nella vita e nei pensieri del negro."[16] La voce sulla Guerra d'indipendenza americana attribuisce il successo degli Stati Uniti in parte a "una popolazione di sangue, ed istinti, buoni ed inglesi."[17]
- Alcune voci, come ad esempio quella sugli unni[senza fonte], sono superate alla luce delle più recenti acquisizioni scientifiche.
- Molte voci sono obsolete sul piano fattuale, in particolare quelle di scienze, tecnologia, diritto internazionale (e non), medicina. Per citare un caso, nella voce sulla malattia da carenza vitaminica beriberi si ipotizza che essa sia causata da un fungo, poiché le vitamine non erano ancora state scoperte. Le voci geografiche menzionano collegamenti ferroviari e scali di traghetti in città che oggi non impiegano più quei sistemi di trasporto.
- Anche quando i dati potrebbero essere ancora considerati esatti, nuove informazioni, teorie e prospettive sviluppate dopo il 1911 hanno cambiato sostanzialmente il modo in cui potrebbero essere interpretati i medesimi dati. Per esempio, l'interpretazione moderna della storia dei Visigoti differisce sensibilmente da quella (ormai negletta) teoria del grande uomo[18] cui sembra ispirarsi la Britannica 1911[senza fonte], nella quale manca una voce "Visigoti" o "Goti", e la storia di tale popolo vi si desume en passant dalla voce Alarico I.

L'Encyclopædia Britannica Eleventh Edition è divenuta una fonte citata comunemente, sia per la fama di cui generalmente gode la Britannica (in ogni sua incarnazione), sia perché è di pubblico dominio (sotto il profilo della tutela giuridica della proprietà intellettuale) ed è stata resa disponibile su Internet. Come tale è stata ampiamente sfruttata da vari progetti contemporanei, quali Wikipedia e la cosiddetta Gutenberg Encyclopedia.

## Gutenberg Encyclopedia
La Project Gutenberg Encyclopedia è in effetti l'undicesima edizione della Britannica, ribattezzata con il nuovo nome per evitare potenziali contenziosi sul marchio con la celebre casa editrice, che tuttora ne pubblica la versione "commerciale" (e, senza dubbio, è più di ogni altro soggetto legittimata a fregiarsi della prestigiosa "sigla" editoriale). Alla data di novembre 2007, il Progetto Gutenberg disponeva solo del Volume 1 (esclusivamente in formato ASCII), la prima parte del Volume 2, e parte del Volume 4. I Distributed Proofreaders (volontari del Progetto Gutenberg) stanno lavorando per offrire alla collettività una versione elettronica completa della 1911 Encyclopædia Britannica, che sarà disponibile al termine delle operazioni di redazione. Tale procedura è già ultimata per i volumi indicati nella tabella in appresso, ed è in fase avanzata per i volumi 2, 5 e 6.
| Sezione       | Da                 |   | A          | Collegamenti |
| ------------- | ------------------ | - | ---------- | ------------ |
| Volume 1:     | A                  | – | Androphagi | [ 21 ]       |
| Volume 2.1.1: | Andros, Sir Edmund | – | Anise      | [ 22 ]       |
| Volume 4.3:   | Bréquigny          | – | Bulgaria   | [ 23 ]       |
| Volume 4.4:   | Bulgaria           | – | Calgary    | [ 24 ]       |